# Houtenhoek
De Houtenhoek is een wijk van de Nederlandse plaats Deurne.
De wijk aan de westzijde van het dorp Deurne werd gebouwd tussen circa 1960 en circa 1980. Het hart van de wijk wordt gevormd door de componistenbuurt, waar voornamelijk rijtjeswoningen staan. Daarnaast zijn er buurten met toponiemen (die veelal van een andere locatie in het dorp komen). De zuidelijker gelegen Heilige Geestparochie, die voornamelijk tussen 1945 en 1965 tot stand kwam, en de oostelijker gelegen buurt Coppel en Bluijs (gebouwd tussen 1965 en 1980) worden in sommige gevallen ook tot de Houtenhoek gerekend. Door de wijk loopt een van de ontsluitingswegen van het centrum van Deurne, de Houtenhoekweg.
Bij de bouw van de wijk werden enkele bestaande wegen gehandhaafd, zoals de Helmondseweg en de Zandbosweg. Het opmerkelijkste historische fenomeen van het gebied, het Vrun, verdween onherkenbaar onder de bebouwing. Dit Vrun of vroonland was een van de akkers die bij de Hof ten Velde, een domaniale hof van de abdij van Echternach, aan de Helmondseweg behoorde. Het Vrun werd aan de zuidzijde begrensd door de huidige Zandbosweg en lag ter plaatse van de huidige straten Vriezenkamp, Kemper en Groenewoud.
Dorpen: Deurne · Helenaveen · Liessel · Neerkant · Vlierden · Walsberg

Buurtschappen: Baarschot · Belgeren · Bleijs · Breemortel · Groote Bottel · Kleine Bottel · Groot Bruggen · Klein Bruggen · Derp · Donschot · Haageind · Halte · Hanenberg · Heieind · Heimolen · Heitrak · Kerkeind · Kranenmortel · Kulert · Leensel · Luttel Meijel · Merlenberg · Molenhof · Pannenschop · Ruth · Schans · Schelm · Sloot · Veldheuvel · Vloeieind · De Voorstad · Voorste Beerdonk · Voort · Vreekwijk

Noord-Brabant: Steden en dorpen      Nederland: Provincies · Gemeenten